# سوزانا موريرا ماركيز
سوزانا موريرا ماركيز (بالبرتغالية: Susana Moreira Marques‏) هي صحفية وكاتِبة برتغالية، ولدت في 20 أغسطس 1976 في بورتو في البرتغال.